# Zlín 22
Zlín 22 Junak je bilo dvosedežno  lahko športno letalo iz 1940ih. Zasnovan je bilo na podlagi Zlin-a 381, ki je bil samo licenčna verzija od Bücker Bü 181.

## Specifikacije (22D)
- Posadka: 2/3
- Dolžina: 7,25 m
- Razpon kril: 10,60 m
- Višina: 1,96 m
- Površina kril: 14,65 m2
- Pogon: 1 × Praga D, 56 kW (75 KM)
- Največja hitrost: 180 km/h (112 mph)
- Potovalna hitrost: 160 km/h (99 mph)
- Dolet: 650 km (400 milj)
- Višina leta (servisna): 4500 m (14700 ft)
- Hitrost vzpenjanja: 3,0 m/s (590 ft/min)